# Nostoc fuscescens
Espèce
Classification phylogénétique
Nostoc fuscescens  est une espèce de Cyanobactérie de l'ordre des Nostocales. 
La variété Nostoc fuscescens var. carstenszis a été décrite en 1976 sur le glacier Carstensz en Indonésie.